# کلیودون
latitudeکلیودونlongitudeکلیودون
کلیودون (به انگلیسی: Clevedon) یک بلوک شهری در بریتانیا است که در انگلستان واقع شده‌است.

## خصوصیات
کلیودون ۲۱٬۲۸۱ نفر جمعیت دارد.

## خواهرخوانده
شهرهای اپرنه، میدلکرک و اتلینگن خواهرخوانده‌های کلیودون هستند.